# Trận Pollentia
Trận Pollentia diễn ra vào ngày 6 tháng 4 năm 402 giữa quân La Mã do tướng Stilicho chỉ huy và người Visigoth dưới sự lãnh đạo của Alaric I, trong cuộc xâm lược nước Ý lần thứ nhất của người Goth (401–403). Quân La Mã giành chiến thắng, buộc Alaric phải rút quân. Tuy nhiên, Alaric đã tập hợp lại lực lượng và tiếp tục chiến đấu vào năm sau trong Trận Verona, nơi Alaric lại bị đánh bại. Sau đó, Alaric rút khỏi nước Ý, để lại vùng đất này yên bình cho đến cuộc xâm lược lần thứ hai vào năm 409, sau khi Stilicho qua đời.

## Bối cảnh
Sau khi Hoàng đế Theodosius I, vị hoàng đế cuối cùng cai trị cả hai phần Đông và Tây Đế chế La Mã, qua đời năm 395, ông để lại hai người con trai là Arcadius (phía Đông) và Honorius (phía Tây) nối ngôi. Tuy nhiên, do cả hai còn trẻ và yếu kém về năng lực, quyền lực thực tế rơi vào tay các cận thần đầy tham vọng.
Ở phương Tây, magister militum (Thống chế) Stilicho – dù có nguồn gốc người Vandal – được Theodosius tin tưởng và giao phó việc quản lý đế quốc. Ông cũng trở thành người thân trong gia đình hoàng tộc qua cuộc hôn nhân với Serena, cháu gái của Theodosius. Trong khi đó, Rufinus nắm quyền ở phương Đông và tỏ ra thù địch với Honorius, khiến hai nửa Đông-Tây đế chế bị chia rẽ vĩnh viễn. Nhà sử học Zosimus mô tả rằng quyền lực thực sự nằm trong tay Rufinus (phía Đông) và Stilicho (phía Tây), còn Arcadius và Honorius chỉ là bù nhìn.
Stilicho muốn thống nhất đế chế theo di nguyện của Theodosius nên sai tướng người Goth là Gainas giết Rufinus. Dù thành công, Gainas sau đó phản bội Stilicho, liên minh với hoạn quan Eutropius để loại bỏ ảnh hưởng của Stilicho tại triều đình phía Đông. Stilicho bị tuyên bố là kẻ thù công khai, và từ đó, hai triều đình Đông-Tây tiếp tục chia rẽ cho đến khi Đế chế La Mã phương Tây sụp đổ vào năm 476.
Cùng thời điểm Rufinus bị giết, người Visigoth dưới sự khích lệ từ Alaric (sau này trở thành vua) nổi loạn vì triều đình La Mã không cung cấp đủ cống phẩm như đã hứa. Một số ý kiến cho rằng Rufinus cố ý kích động cuộc nổi loạn này để làm khó Stilicho. Alaric tàn phá khu vực gần Constantinople, và thành phố buộc phải mua chuộc ông để giữ yên ổn, nhưng chính sách này phản tác dụng khi Alaric chuyển sang xâm lược Hy Lạp vào năm sau.
Stilicho kéo quân cứu Hy Lạp và suýt tiêu diệt được người Goth, nhưng Alaric trốn thoát và ký hiệp ước với triều đình phía Đông, được trao quyền kiểm soát Illyricum và phong tước magister militum (Thống chế). Stilicho buộc phải rút về Ý theo lệnh từ triều đình phương Đông, để tránh nội chiến.
Sau khi củng cố lực lượng và được trang bị từ kho vũ khí trong tỉnh Illyricum, Alaric – nay đã được quân lính tôn làm vua – bắt đầu xâm lược Ý cuối năm 401 hoặc đầu 402. Triều đình La Mã tại Milan bị đe dọa nghiêm trọng. Stilicho thuyết phục Honorius không bỏ chạy và đích thân vượt dãy Alps sang Gaul để chiêu mộ thêm viện binh, bao gồm cả quân Alemanni từng là kẻ thù.
Stilicho hy vọng các con sông ở Bắc Ý sẽ cản bước quân Goth, nhưng thời tiết khô hạn khiến nước sông cạn. Khi Stilicho trở về, ông phát hiện Honorius đã rời Milan và bị quân Goth truy đuổi đến một thành phố ở Liguria (có thể là Hasta). Quân Alaric vây hãm thành phố, nhưng Stilicho xuất hiện kịp thời khiến Alaric phải rút quân về phía tây, mở đầu cho trận đánh tại Pollentia sau đó.

## Trận đánh
Khi Stilicho đến kịp lúc để ngăn chặn cuộc vây hãm thành Hasta, người Visigoth buộc phải rút về phía tây đến Pollentia. Mặc dù một số binh lính muốn tiếp tục rút lui, Alaric vẫn kiên quyết chiến đấu và chuẩn bị cho một trận đánh lớn với quân La Mã.
Nhằm chiếm ưu thế bất ngờ, Stilicho quyết định tấn công vào đúng ngày lễ Phục Sinh – Chủ nhật, ngày 6 tháng 4 năm 402 – khi người Goth theo phái Arian đang bận cử hành nghi lễ tôn giáo. (Việc Stilicho chọn ngày lễ tấn công bị một số sử gia Kitô giáo chỉ trích là thiếu tôn trọng tôn giáo.)
Kết quả trận chiến là đề tài gây tranh cãi: các nguồn La Mã khẳng định chiến thắng rõ ràng thuộc về quân La Mã, trong khi các nguồn Goth lại nói ngược lại. Alaric đã dũng cảm tổ chức lại đội quân bị bất ngờ và thậm chí đánh tan được lực lượng kỵ binh Alani – đồng minh La Mã – khiến vua người Alani tử trận. Tuy nhiên, theo các nguồn sử đáng tin cậy, quân Goth cuối cùng vẫn bị đánh bại, trại quân Goth bị La Mã cướp phá. Nhiều chiến lợi phẩm từ Hy Lạp và Bắc Ý – mà Alaric đã cướp được – cũng bị lấy lại, góp phần củng cố tuyên bố chiến thắng của Stilicho.
Nhà thơ Claudian, người của triều đình Honorius, ca ngợi chiến thắng tại Pollentia như sau: "Vinh quang của ngươi, Pollentia, sẽ sống mãi… Số phận đã định trước ngươi là nơi diễn ra chiến thắng và là mồ chôn của bọn man rợ."
Sau trận chiến, Stilicho đề nghị trao trả tù binh nếu quân Visigoth chịu rút về Illyricum. Tuy nhiên, khi đến Verona, Alaric dừng lại và tìm cách chiếm thành phố. Stilicho cùng các lực lượng địa phương bao vây và đánh bại Alaric trong Trận Verona. Nhiều tướng lĩnh của Alaric đào ngũ và đầu hàng Stilicho, buộc ông phải rút khỏi Ý.

## Kết quả
Đến năm 403, Alaric và người Visigoth đã bị đẩy lùi về vùng Balkan, nơi họ chỉ còn là một mối đe dọa nhỏ. Vào năm 405 (theo sử gia Adrian Goldsworthy) hoặc 407 (theo Averil Cameron), Stilicho và Alaric đạt được một thỏa thuận: Alaric được phong tước vị và quân của Alaric nhận 4.000 cân vàng, đổi lại là sự trung thành tuyệt đối với Stilicho.
Tuy nhiên, nhiều thượng nghị sĩ La Mã vốn đã không hài lòng với quyền lực quá lớn của Stilicho đối với hoàng đế Honorius, và họ biết ông còn tham vọng nhắm đến cả đế quốc phương Đông. Khi biết tin Stilicho lập hiệp ước với "vua man rợ" Alaric, ông bị tuyên là kẻ thù của nhà nước và bị kết tội phản quốc năm 408, rồi bị xử tử không lâu sau đó.
Sử gia hiện đại Peter Brown cho rằng đây là một sai lầm lớn. Ông viết: "Chủ nghĩa dân tộc cực đoan và sự cứng đầu không chịu thương lượng với người man rợ đã dẫn đến cuộc cướp phá thành Rome năm 410", trong đó người La Mã phải trả gấp ba lần số vàng mà Alaric ban đầu đòi, để chuộc lại thành phố từ tay Visigoth.